# Rhynchospora blepharophora
Rhynchospora blepharophora là loài thực vật có hoa trong họ Cói. Loài này được (J.Presl & C.Presl) H.Pfeiff. miêu tả khoa học đầu tiên năm 1935.